# Рамиреш
Рамиреш (порт. Ramires) — район (фрегезия) в Португалии,  входит в округ Визеу. Является составной частью муниципалитета Синфайнш. По старому административному делению[какому?] входил в провинцию Дору-Литорал. Входит в экономико-статистический субрегион Тамега, который входит в Северный регион. Население составляет 138 человек на 2001 год. Занимает площадь 11,37 км².